# بطولة أوروبا تحت 21 سنة لكرة القدم 1990
بطولة أوروبا تحت 21 سنة لكرة القدم 1990 هو الموسم 7 من  بطولة أوروبا تحت 21 سنة لكرة القدم. أقيم خلال الفترة 1988 وحتى 1990، وأشرف على تنظيمه الاتحاد الأوروبي لكرة القدم، وكان عدد الأندية المشاركة فيه  8، وفاز فيه منتخب الاتحاد السوفييتي لكرة القدم.